# للدوين
للدوين (بالفارسية: للدوین) هي قرية تقع في غلستان في إيران. يقدر عدد سكانها بـ 495 نسمة بحسب إحصاء 2016.